# Dolina Ptasiowska
Dolina Ptasiowska, czasami nieprawidłowo nazywana Doliną pod Ptasiowskimi Turniami (słow. dolina pod Vtačie turne, dolina Medzi rígle, niem. Vogelturmtal) – niewielka dolinka na północnej stronie słowackich Tatr Bielskich, stanowiąca jedno z prawostronnych odgałęzień Doliny Bielskiego Potoku. Opada spod Żlebińskiej Przełęczy w kierunku północno-wschodnim. Jej wylot znajduje się naprzeciwko Ptasiowskich Turni. Dnem doliny spływa Ptasiowski Potok uchodzący do Bielskiego Potoku. Jej północno-zachodnie stoki tworzy Wielki Regiel, południowo-wschodnie grzbiet Żlebińskich Turni, Ptasiowskie Siodło i Mały Regiel.
Nazwa doliny pochodzi od Ptasiowskich Turni, ta zaś z kolei od góralskiego nazwiska Ptaś. Nazwy słowacka i niemiecka pochodzą od zniekształconego nazwiska.
Dolina znajduje się na obszarze ochrony ścisłej TANAP-u. Jest całkowicie porośnięta lasem, niewielkie skałki znajdują się w zboczach Wielkiego Regla. Na wysokości około 1130–1160 m znajduje się Ptasiowska Polanka, do której dochodzą 4 ścieżki.